# حسين شرحبيل
حسين شرحبيل سياسي جزائري عين عضوا في حكومة بن عبد الرحمان بمنصب وزير الرقمنة والاحصائيات بتاريخ 7 جويلية 2021.